# Pictet-díj
A Pictet-díj (Prix Pictet) 2008-ban, egy svájci bank által alapított nemzetközi fotográfiai és fenntarthatósági nagydíj. Tiszteletbeli elnöke Kofi Annan.

## A díjról
A díjat a nagy múltú, genfi Pictet (Pictet & Cie) magánbank alapította 2008-ban azzal a céllal, hogy globális környezeti jelenségeket megörökítő fotósorozatok létrejöttét támogassa. Ettől az évtől kezdve a Pictet-nagydíj tiszteletbeli elnöke: Kofi Annan. A nagydíj médiatámogatója világszerte a Financial Times.
Az évente más témában kiírt meghívásos díjpályázat – úgynevezett „ciklus” – fődíja 100 000 svájci frank, melyre egy több mint 200 tagot számláló nemzetközi jelölőbizottság jelöli a művészeket. A jelölők a világ minden táján tevékeny vezető képzőművészeti személyek csoportja, beleértve nagy múzeumok és galériák igazgatóit, valamint újságírókat és kritikusokat. Az ő irányításukkal keresik meg azokat a fotósokat, akik globális, magas művészi színvonalú és narratív erejű képei beleillenek az adott ciklusban meghatározott témába. 2-5 fotóst ajánlhatnak megfontolásra a független zsűrinek, akik összeállítanak a beadványokból egy „szűkített névsort” és kiválasztják a győztest. Az erő tematikájú ciklusban például 643 jelölés érkezett 76 ország fotográfusainak munkáiból. A végső kiválasztásban sem műfaj, sem technika, sem pedig az, hogy a fotós a fényképezés mely területén tevékeny vagy bármilyen más, a fotográfiában alkalmazott kategória nem jelent előnyt vagy hátrányt, ugyanazon elbírálás alá esik minden pályázat.
A szűkített listára került fotográfusok munkáit világszerte kiállítják. Így a negyedik ciklus 12 fotográfus-finalistája 2013 januárja és februárja között Magyarországon is megmutatkozhatott. A közülük kiválasztott különdíjas egy, a Pictet partnerei által támogatott fenntarthatósági projekthez kap meghívást.

## Témák és díjazottak
| Év   | A ciklus témája | Győztes                                | Zsűri | A szűkített listára kiválasztott fotográfusok és pályamunkáik címe | Különdíj                                                                 |
| ---- | --------------- | -------------------------------------- | --- | --- | ------------------------------------------------------------------------ |
| 2008 | víz             | Benoit Aquin, The Chinese "dust bowl"  | Francis Hodgson (elnök, fotókritikus, Financial Times) - Peter Aspden (művészeti író, Financial Times) - Régis Durand (író és kritikus, Former Head of the Jeu de Paume) - Loa Haagen Pictet (művészeti tanácsadó és kurátor, Pictet & Cie) - Leo Johnson (a 'fenntartható finanszírozás' társalapítója; fenntarthatósági tanácsadó) - Abbas Kiarostami (filmrendező) - Richard Misrach (környezet(tudat) fotós) | Jesús Abad Colorado, Landscapes and battles; - Edward Burtynsky, Oil fields; - Thomas Joshua Cooper, The world's edge: The Atlantic basin project; - Sebastian Copeland, Antarctica: The global warning; - Christian Cravo, Waters of hope, rivers of tears; - Lynn Davis, Ice 1988–2007; - Carl De Keyzer, Moments before the flood; - Reza Deghati, War and peace; - Susan Derges, Eden and the observer and the observed; Malcolm Hutcheson, Lahore's waste water problem; - Chris Jordan, In Katrina's wake: Portraits of loss from an unnatural disaster; - David Maisel, Terminal mirage and the lake project; - Mary Mattingly, Second nature; - Robert Polidori, After the flood; - Roman Signer; Jules Spinatsch, Snow management; - Munem Wasif, Water tragedy: Climate refugee of Bangladesh | Munem Wasif, Salt water tears: Lives left behind in Satkhira, Bangladesh |
| 2009 | Föld            | Nadav Kander, Yangtze, the long river  | Francis Hodgson (elnök) - Benoit Aquin (a Pictet-díj víz győztese) - Jan Dalley (művészeti szerkesztő, Financial Times) - Loa Haagen Pictet (kurátor, Pictet-kollekció) - Zaha Hadid (alapítópartner, Zaha Hadid Architects) - Professor Sir David King (igazgató, Smith School of Enterprise and Environment, Oxfordi Egyetem; az Egyesült Királyság kormányának korábbi vezető tudományos tanácsadója) - Fumio Nanjo (igazgató, Mori Art Museum, Tokyo) | Darren Almond, Fullmoon; - Christopher Anderson, Capitolio; - Sammy Baloji, Memory; - Edward Burtynsky, Quarries; - Andreas Gursky, Body of work; - Naoya Hatakeyama, Blast; - Ed Kashi, Curse of the black gold: 50 Years of oil in the Niger delta; - Abbas Kowsari, Shade of earth; - Yao Lu, New mountain and water; - Edgar Martins, The diminishing present; - Chris Steele-Perkins, Mount Fuji | Ed Kashi, Madagascar: A land out of balance                              |
| 2011 | növekedés       | Mitch Epstein, American power          | Professor Sir David King (elnök) - Shahidul Alam (fotográfus és kurátor) - Peter Aspden (művészeti író, Financial Times) - Michael Fried (művészettörténész, kritikus) - Loa Haagen Pictet (kurátor, Pictet-kollekció) - Nadav Kander (a Pictet-díj Föld győztese) - Christine Loh (társalapító és vezérigazgató, Civic Exchange, Hong Kong) - Fumio Nanjo (igazgató, Mori Art Museum, Tokyo) | Christian Als, Kibera: The shadow city; - Edward Burtynsky, Oil; - Stéphane Couturier, Melting point; - Chris Jordan, Midway: Message from the gyre; - Yeondoo Jung, Evergreen Tower; - Vera Lutter, Body of work; - Nyaba Léon Ouédraogo, The hell of copper; - Taryn Simon, An American index of the hidden and unfamiliar; - Thomas Struth, Paradise; - Guy Tillim, Petros village; - Michael Wolf, Architecture of density | Chris Jordan, Ushirikiano                                                |
| 2012 | erő             | Luc Delahaye, various works, 2008–2011 | Professor Sir David King (elnök) - Jan Dalley (művészeti szerkesztő, Financial Times) - Mitch Epstein (a Pictet-díj növekedés győztese) - Michael Fried (művészettörténész, kritikus) - Loa Haagen Pictet (kurátor, Pictet-kollekció) - Leo Johnson (fenntarthatósági tanácsadó) - Fumio Nanjo (igazgató, Mori Art Museum, Tokyo) - Martin Roth (igazgató, Victoria and Albert Museum) | Robert Adams, Turning back; - Daniel Beltrá, Spill; - Mohamed Bourouissa, Périphérique; - Philippe Chancel, Fukushima: The irresistible power of nature; - Edmund Clark, Guantanamo: If the light goes out; - Carl De Keyzer, Moments before the flood; - Rena Effendi, Still life in the zone; - Jacqueline Hassink, Arab domains; - An-My Lê, 29 palms; - Joel Sternfeld, When it changed; - Guy Tillim, Congo Democratic | Simon Norfolk, Afghanistan                                               |
| 2014 | fogyasztás      | Michael Schmidt, Lebensmittel          | Professor Sir David King (elnök) - Peter Aspden (művészeti író, Financial Times) - Luc Delahaye (fotográfus, a Pictet-díj erő győztese) - Fumio Nanjo (igazgató, Mori Art Museum, Tokyo) - Loa Haagen Pictet (kurátor, Pictet-kollekció) - Martin Roth (igazgató, Victoria and Albert Museum) - Wang Shu (építész) - Elisabeth Sussman (kurátor, Sondra Gilman Curator of Photography, Whitney Museum of American Art, USA) | Adam Bartos, Yard sale; - Motoyuki Daifu, Project family; - Rineke Dijkstra, Almerisa; - Hong Hao, My things; - Mishka Henner, Beef and oil; - Juan Fernando Herrán, Escalas; - Boris Mikhailov, Tea, Coffee and Cappuccino; Abraham Oghobase; - Allan Sekula, Fish story; - Laurie Simmons, The love doll | Juan Fernando Herrán, Colombia                                           |
| 2015 | zűrzavar        | Valérie Belin                          | Professor Sir David King (az Egyesült Királyság kormányának korábbi vezető tudományos tanácsadója) - Peter Aspden (művészeti író, Financial Times) - Martin Barnes (Senior fotókurátor, Victoria and Albert Museum, London) - Philippe Bertherat (korábbi társigazgató, Pictet csoport) - Edward Burtynsky (fotográfus) - Emmanuelle De L'Ecotais (fotókurátor, Musée d’Art Moderne de la Ville de Paris) - Nili Goren (fotókurátor, Tel Aviv Museum of Art) - Wang Shu (építész) - Elisabeth Sussman (Sondra Gilman Curator of Photography, Whitney Museum of Contemporary Art, New York) | Ilit Azoulay, Imaginary Order; - Matthew Brandt, Honeybees; - Maxim Dondyuk, Culture of the Confrontation; - Alixandra Fazzina, ''A Million Shillings – Escape from Somalia; - Ori Gersht, Blow Up; - John Gossage, Should Nature Change; - Pieter Hugo, Permanent Error; - Gideon Mendel, Drowning World; - Sophie Ristelhueber, Eleven Blowups; - Brent Stirton, A Violation of Eden; - Yang Yongliang, Artificial Wonderland | –                                                                        |
| 2016 | űr              |                                        | Sir David King (elnök) - Martin Barnes - Valérie Belin - Philippe Bertherat - Jan Dalley - Dambisa Moyo - Sebastião Salgado - Wang Shu | Richard Mosse, Heat Maps; - Benny Lam, Subdivided Flats; - Munem Wasif, Land of Undefined Territory; - Sohei Nishino, Diorama Map; - Beate Guetschow, S Series; - Rinko Kawauchi, Ametsuchi; - Thomas Ruff, ma.r.s; - Saskia Gronenberg, Büropflanze; - Michael Wolf, Tokyo Compression; - Sergey Ponomarev, Europe Migration Crisis; - Mandy Barker, Beyond Drifting: Imperfectly Known Animals; - Pavel Wolberg, Barricades |                                                                          |

## Fordítás
- Ez a szakasz részben vagy egészben a Prix Pictet című angol Wikipédia-szócikk Themes and winners című fejezete ezen változatának fordításán alapul.  Az eredeti cikk szerkesztőit annak laptörténete sorolja fel. Ez a jelzés csupán a megfogalmazás eredetét és a szerzői jogokat jelzi, nem szolgál a cikkben szereplő információk forrásmegjelöléseként.

## Magyar fotográfusok, akiket Pictet-díjra jelöltek
- Dóka Béla (2012)[91]
- Dezső Tamás (2012)[92]
- Erdei Krisztina (2015)[93]
- Floszmann Attila (2016)[94]
- Sopronyi Gyula (2016)[95]